# Willi Stächele

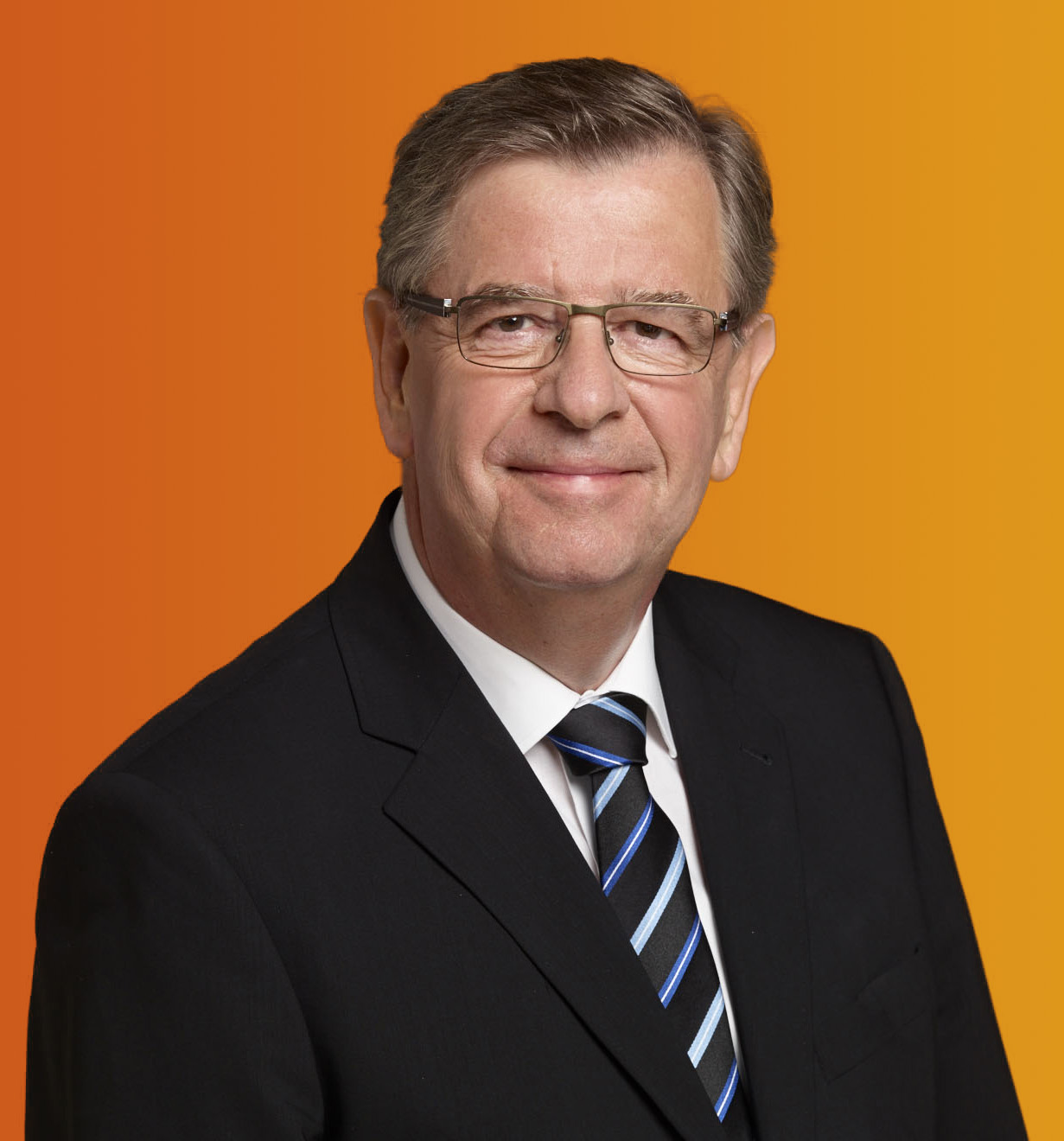
Willi Stächele (2016)

Willi Stächele (* 17. November 1951 in Rheinweiler) ist ein deutscher Politiker (CDU). Er ist seit 1992  Mitglied des Landtags von Baden-Württemberg. Von Juni 2008 bis Mai 2011 war er Finanzminister des Landes Baden-Württemberg, zuvor war er Minister des Staatsministeriums und für europäische Angelegenheiten, Minister für Ernährung und ländlichen Raum sowie Staatssekretär und Chef der Landesvertretung des Landes Baden-Württemberg in Berlin. 2011 war er Landtagspräsident von Baden-Württemberg.

## Ausbildung
Willi Stächele ist der Sohn des Kommunalpolitikers Edmund Stächele. Nach Volksschule und Gymnasium studierte Stächele Rechts- und Staatswissenschaften in Freiburg im Breisgau, wo er 1977 das erste und 1979 das zweite juristische Staatsexamen ablegte und als Staatsanwalt tätig wurde. Er trat dann in den Dienst des Landes Baden-Württemberg ein, das ihn als Regierungsassessor nach Bonn schickte.

## Bürgermeister
1981 wurde er als Nachfolger von Erwin Braun zum Bürgermeister der Stadt Oberkirch im Ortenaukreis gewählt. Dieses Amt hatte er bis 1998 inne, nachdem er 1989 und 1997 jeweils wiedergewählt wurde. Ihm folgte Matthias Braun nach.

## Mitglied des Landtags

### Abgeordneter
1992 wählten ihn die Bürger des Wahlkreises 52 Kehl, der aus den Städten und Gemeinden Achern, Appenweier, Kappelrodeck, Kehl, Lauf, Lautenbach, Oberkirch, Ottenhöfen, Renchen, Rheinau, Sasbach, Sasbachwalden, Seebach und Willstätt besteht, erstmals in den Landtag von Baden-Württemberg. Bei den Landtagswahlen 1996, 2001, 2006, 2011 und 2016 wurde er wiedergewählt. Seit Juni 2016 ist er Vorsitzender des Ausschusses für Europa und Internationales.
Bei der Landtagswahl in Baden-Württemberg 2021 verlor er zwar das Direktmandat an Bernd Mettenleiter von den Grünen, zog jedoch über ein Zweitmandat erneut in den Landtag ein. Bei der Landtagswahl 2026 tritt er nicht erneut an.
Von Juni 1996 bis November 1998 war er Vorsitzender des Ständigen Ausschusses.
Er ist Mitglied des Oberrheinrates, des „trinationalen Parlaments“ der Trinationalen Metropolregion Oberrhein, und war 2013 dessen Präsident. 2023 initiierte er gemeinsam mit seinen Landtagskollegen Markus Rösler (Grüne), Andreas Kenner (SPD) und Jochen Haußmann (FDP) den Dachverband der Dialekte Baden-Württemberg.
Seit Juni 2016 ist er Vorsitzender des Ausschusses für Europa und Internationales.

### Landtagspräsident
Am 11. Mai 2011 wurde Stächele mit 109 von 137 Stimmen im Landtag von Baden-Württemberg zum neuen Landtagspräsidenten gewählt. Am 6. Oktober 2011 hat der Staatsgerichtshof Baden-Württemberg in seinem Urteil über den EnBW-Kauf festgehalten, dass der damalige Finanzminister Stächele mit der Unterschrift unter die Notbewilligung zum Ankauf der EnBW-Aktien ohne Beteiligung des Parlamentes gegen die Verfassung des Landes Baden-Württemberg verstoßen hat. Aufgrund dieses Umstandes trat Stächele am 12. Oktober 2011 als Landtagspräsident zurück.

## Partei
Stächele war von 2001 bis Juli 2011 Bezirksvorsitzender der CDU Südbaden; Andreas Jung wurde sein Nachfolger.
Er war bis 2011 Mitglied des Präsidiums der CDU Baden-Württemberg.

## Minister
1998 wurde Stächele Staatssekretär mit Kabinettsrang sowie Chef der Vertretung des Landes Baden-Württemberg beim Bund in Bonn/Berlin und des Informationsbüros des Landes in Brüssel. Zudem war er Mitglied des Bundesrats. Er war zusätzlich Landesbeauftragter für Vertriebene, Flüchtlinge, Aussiedler und Kriegsgeschädigte (1988–2001).
Er war als Nachfolger der Südbadenerin Gerdi Staiblin Minister für Ernährung und ländlichen Raum (2001–2005) und Minister des Staatsministeriums und für europäische Angelegenheiten im Staatsministerium Baden-Württemberg (2005–2008). Zudem übernahm er den Vorsitz des EU-Ausschusses des Bundesrates und Vorsitzender der gemischten Regierungskommissionen Elsass, Ungarn und Kroatien.
Als Nachfolger von Gerhard Stratthaus war er von Juni 2008 bis Mai 2011 Finanzminister des Landes Baden-Württemberg. Seine Aufgaben als Minister des Staatsministeriums und für europäische Angelegenheiten hatte der baden-württembergische Minister und Bevollmächtigte des Landes Baden-Württemberg im Bund Wolfgang Reinhart zusätzlich zu seinen bisherigen Aufgaben übernommen. Im Juni 2008 wurde er damit Mitglied des Kabinett Oettinger II (bis 9. Februar 2010); diesem folgte das Kabinett Mappus (bis nach der Landtagswahl in Baden-Württemberg 2011 am 27. März 2011); danach konstituierte sich die Regierung Kretschmann.

### EnBW-Affäre
Als zuständiger Finanzminister bewilligte Stächele Ende 2010 ohne haushaltsrechtliche Grundlage und unter Umgehung des Landtags den von Ministerpräsident Stefan Mappus betriebenen Kauf von Aktien der EnBW durch das Land Baden-Württemberg im Umfang von ca. 4,7 Milliarden Euro. Im Oktober 2011 urteilte der baden-württembergische Staatsgerichtshof, die von Stächele erteilte Notbewilligung zur Umgehung des Landtags sei verfassungswidrig gewesen. Stächele, der zwischenzeitlich im Anschluss an die Landtagswahl 2011 Präsident des Landtags geworden war, trat daraufhin von seinem Amt als Landtagspräsident zurück.
Strittig war zudem die Angemessenheit des Kaufpreises. Am 13. Juli 2012 wurde bekannt, dass die Staatsanwaltschaft Stuttgart im Rahmen der Aufklärung der EnBW-Affäre auch gegen Ex-Finanzminister Stächele und gegen Ex-Staatsminister Helmut Rau Ermittlungen aufgenommen hat. Kurz zuvor hatte sie Ermittlungen gegen den Ex-Ministerpräsidenten Stefan Mappus begonnen. Das Strafverfahren wurde im Oktober 2014 eingestellt.
Am 16. Februar 2012 legte Stächeles Nachfolger als baden-württembergischer Finanzminister Nils Schmid (SPD) einen Tag vor Fristablauf Schiedsklage vor der Internationalen Handelskammer (Paris) ein. Mit ihr sollte geklärt werden, ob EDF einen überhöhten Preis für den Rückverkauf der EnBW-Anteile bekommen hat. Die Möglichkeit eines solchen Schiedsverfahrens war im Kaufvertrag festgelegt worden. Das Schiedsgericht aus je einem Vertreter beider Seiten und einem gemeinsam bestellten Vorsitzenden hat Befugnisse und Kompetenzen eines ordentlichen Gerichts. Im Mai 2016 teilte das Finanzministerium Stuttgart mit, dass das internationale Schiedsgericht ICC die Klage des Landes Baden-Württemberg auf die Rückzahlung eines Teils des Kaufpreises abgelehnt hat. Die Schiedsklage hatte eine Rückzahlung in Höhe von 800 Millionen Euro gefordert.

## Mitgliedschaften und Funktionen
- Mitglied des Verwaltungsrats und der Trägerversammlung der Landesbank Baden-Württemberg
- Vorsitzender des Aufsichtsrats und des Beirats der Baden-Württembergischen Bank
- stellvertretender Vorsitzender des Verwaltungsrats der Landeskreditbank Baden-Württemberg - Förderbank
- stellvertretender Vorsitzender des Verwaltungsrats der Rheinland-Pfalz Bank
- stellvertretender Vorsitzender des Verwaltungsrats der Sachsen Bank
- Mitglied des Aufsichtsrats der Baden-Württemberg Stiftung gGmbH
- Mitglied des Aufsichtsrats der Südwestdeutsche Salzwerke AG
- Mitglied des Verwaltungsrats der Hafenverwaltung Kehl
- Mitglied des Kuratoriums des Fördervereins für krebskranke Kinder e. V. in Freiburg.[18]
- Mitglied der katholischen Studentenverbindung K.D.St.V. Falkenstein Freiburg im CV

## Privates
Stächele ist verheiratet und hat zwei erwachsene Töchter. Er ist katholischer Konfession.
Im Jahr 2006 kam Stächele in die Schlagzeilen, weil er bei der Rückfahrt aus Brüssel auf einem Raststätten-Parkplatz in Luxemburg nach dem „Frischmachen“ ohne seine Frau weitergefahren war. Diese Geschichte hatte einige Zeit später der damalige Ministerpräsident Oettinger bei einer Fastnachtveranstaltung in Freiburg bekannt gemacht.